# Minturno
Minturno is een gemeente in de Italiaanse provincie Latina (regio Latium) en telt 18.288 inwoners (31-12-2004). De oppervlakte bedraagt 42,1 km2, de bevolkingsdichtheid is 421 inwoners per km2.
De volgende frazioni maken deel uit van de gemeente: Scauri, Marina di Minturno, Tremensuoli, Tufo, Santa Maria Infante, Pulcherini.

## Demografie
Minturno telt ongeveer 6618 huishoudens. Het aantal inwoners steeg in de periode 1991-2001 met 3,0% volgens cijfers uit de tienjaarlijkse volkstellingen van ISTAT.
| Jaar | Inwoneraantal |
| ---- | ------------- |
| 1991 | 17.298        |
| 2001 | 17.814        |

## Geografie
De gemeente ligt op ongeveer 141 m boven zeeniveau.
Minturno grenst aan de volgende gemeenten: Coreno Ausonio (FR), Formia, Santi Cosma e Damiano, Sessa Aurunca (CE), Spigno Saturnia.